# Theo (Vorname)
Theo ist ein überwiegend männlicher Vorname.

## Herkunft und Bedeutung
Beim Namen Theo handelt es sich um eine verselbstständigte Kurzform. Überwiegend bezieht sich der Name auf Theodor, wobei das Element theo sich auf altgriechisch θεός theós „Gott“ bezieht. Seltener wird der Name als Kurzform von Theobald angesehen, wobei das Element theo auf althochdeutsch thiot „Volk“ zurückgeht.

## Verbreitung

### Englischer Sprachraum
Der Name Theodor wurde in den USA bereits im ausgehenden 19. Jahrhundert und bis in die Mitte des 20. Jahrhunderts gelegentlich vergeben. Dabei erreichte er jedoch nie die Top-400 der Vornamenscharts. Etwas seltener wurde er in diesem Zeitraum für Frauen gewählt. Nachdem er sich 1945 zuletzt unter den 1000 meistgewählten Jungennamen gefunden hatte, trat er 2010 wieder in diese Hitliste ein und gewann rasch an Popularität. Bereits 5 Jahre später zählte er zu den 500 beliebtesten Jungennamen. 2022 erreichte er mit Rang 99 erstmals eine Platzierung unter den 100 meistgewählten Jungennamen des Landes. In Kanada taucht der Name seit 1980 regelmäßig in den Hitlisten auf. Seit der Jahrtausendwende erlebt er einen starken Schub bei der Beliebtheit. Seit dem Jahr 2020 befindet er sich dauerhaft in den Top-30.
In Australien trat der Name bereits 2019 in die Top-100 der Vornamenscharts ein und belegte im Jahr 2022 bereits Rang 40. In Neuseeland erreichte Theo seine erste Top-100-Platzierung im Jahr 2013 und gewann seitdem fast jedes Jahr an Popularität. Im Jahr 2022 erreichte der Name Rang 23 der Hitliste.
Auch im Vereinigten Königreich erfreut sich der Name Theo großer Beliebtheit. In England und Wales war er bereits in den 1990er Jahren geläufig. Seit 2006 zählt er zu den 100 meistgewählten Jungennamen, vier Jahre später stieg er in die Top-50 auf. Im Jahr 2019 belegte er auf der Hitliste Rang 15. In Nordirland stieg der Name zwar erst im Jahr 2013 in die Top-100 der Vornamenscharts auf, erreichte jedoch bereits sieben Jahre später die Top-10 und stand im Jahr 2022 auf Rang 4 der Hitliste. Auch in Schottland zählte Theo im Jahr 2013 erstmals zu den 100 meistgewählten Jungennamen und nahm rasch an Popularität zu. Mit Rang 9 erreichte er im Jahr 2022 erstmals die Top-10 der Vornamenscharts.
In Irland gehört Theo seit 2017 zur Top-100 der Vornamenscharts und belegte im Jahr 2022 Rang 21.

### Skandinavien
In Dänemark nimmt der Name Theo insbesondere seit den 2010er Jahren an Beliebtheit zu. Seit 2015 zählt er zu den 50 meistgewählten Jungennamen des Landes. Im Jahr 2022 stand der Name mit 363 Vergaben auf Rang 13 der Hitliste. Im Jahr 2022 trugen insgesamt 2477 Dänen den Vornamen Theo.
In Norwegen gewinnt Theo seit der Jahrtausendwende an Popularität. Mit Rang 95 erreichte er im Jahr 2005 erstmals die Top-100 der Vornamenscharts. Dabei wurde er an 0,249 % aller Neugeborenen vergeben. Im Jahr 2022 erreichte er mit Rang 27 seine bislang höchste Platzierung in den Vornamenscharts. Insgesamt wurde er in diesem Jahr an 0,705 % der Neugeborenen vergeben.
Der Name Theo trat in Schweden bereits im Jahr 2001 in die Top-100 der Vornamenscharts ein. Neun Jahre später erreichte er mit Rang 9 seine bislang einzige Platzierung unter den 10 beliebtesten Jungennamen des Landes. Seitdem sank seine Popularität leicht. Zuletzt belegte er Rang 17 der Hitliste (Stand 2023). Insgesamt tragen 10.731 Männer in Schweden Theo als Vornamen, bei 9.453 davon handelt es sich um den Rufnamen. Ihr durchschnittliches Alter beträgt 11 Jahre. Darüber hinaus tragen 24 Frauen den Rufnamen Theo, 11 weitere den Zweitnamen. Ihr durchschnittliches Alter beträgt 26,6 Jahre.
In Finnland wird der Name Theo relativ selten vergeben, jedoch nahm auch hier die Beliebtheit in den vergangenen Jahren zu. Von 2010 bis 2019 wurden 422 Jungen Theo genannt. Zwischen dem 1. Januar 2020 und dem 20. November 2023 wurde der Name an 224 Jungen vergeben.

### Europa
Die Schreibvariante Théo befindet sich in Belgien seit dem Jahr 2001 in den Top-30. In Frankreich wird der Name seit 1930 jährlich in der Namensgebung berücksichtigt. Bis Mitte der 1980er Jahre war er eher mäßig beliebt, danach stieg seine Popularität stark an. Seit Anfang der 1990er Jahre befindet sich der Name in den Top-100. Um die Jahrtausendwende gehörte er zu den 10 beliebtesten Jungennamen. Von 1930 bis 2023 wurde der Vorname etwa 131.000 Mal gewählt. Der Name kommt in den Niederlanden seit 1930 regelmäßig in den Vornamenscharts vor und gilt als mäßig beliebt. In den letzten 10 Jahren wurden etwa 260 Jungen so genannt. Seit der Jahrtausendwende wird der Name in Polen fast jährlich vergeben. In Tschechien befand sich der Name seit 1935 nur in den Jahren 2013 und 2015 in den Top-200 der Vornamenscharts.
In Italien tauchte der Name in den Jahren 2022 und 2023 in den Top-200 der Hitlisten auf. Im Jahr 2018 belegte der Name in Portugal den 97. Rang.

### Deutscher Sprachraum
Seit den 2000er Jahren nimmt die Beliebtheit des Namens Theo in Österreich zu. Im Jahr 2009 zählte der Name erstmals zu den 100 beliebtesten Jungennamen des Landes, nachdem er die Liste im darauffolgenden Jahr kurzzeitig wieder verließ, findet er sich seit 2011 ungebrochen in der Top-100 der österreichischen Vornamenscharts. Im Jahr 2022 erreichte er mit Rang 20 der Hitliste. Dabei wurde er 399 Mal (0,94 %) vergeben.
Theo wird in der Schweiz seit 1930 jedes Jahr bei der Namenswahl berücksichtigt. Von 1930 bis in die 1950er Jahre war seine Beliebtheit rückläufig, seit Anfang der 1990er Jahre befindet sich der Name hingegen wieder im Aufwärtstrend. Während noch in den 2000er und frühen 2010er Jahren die französische Variante Théo zu den 100 beliebtesten Jungennamen zählte, wurde diese Namensform schließlich von der deutschen Variante Theo abgelöst. Seit 2018 zählt Theo zu den 100 meistgewählten Jungennamen der Schweiz. Im Jahr 2022 erreichte der Name Rang 49, während seine Variante Théo mit Rang 96 nach sieben Jahren erstmals wieder zur Top-100 der Vornamenscharts zählte. Von 1930 bis 2023 wurde der Name rund 4.600 Mal vergeben.
Obwohl Theo als Spitzname in Deutschland schon lange geläufig ist, wird er als eingetragener Vorname erst seit den 1990er Jahren vermehrt vergeben. Im Jahr 2009 fand er sich erstmals unter den 100 beliebtesten Jungennamen. Seitdem gewinnt der Name weiter an Popularität. Gemäß der Auswertungen von Knud Bielefeld, die etwa 34 % der in Deutschland geborenen Babys erfasst, belegte der Name im Jahr 2022 Rang 6 der Hitliste, und fand sich damit erstmals unter den 10 beliebtesten Jungennamen. Die umfassendere Auswertung der GfdS, die ca. 90 % der beurkundeten Namen erfasst, konnte bislang keine Top-10-Platzierung bekunden (Stand 2023), jedoch sieht sie den Namen im Jahr 2022 sowohl in der Region Nord (Postleitzahlbereich 16000 bis 29999) als auch in der Region Ost (Neue Länder) auf Rang 6 der regionalen Hitliste.

## Varianten
Die spanische, italienische, kroatische und slowenische Variante des Namens lautet Teo. Im Französischen wird der Name Théo geschrieben.
Die weibliche Variante des Namens lautet Thea.
Für weitere Varianten: siehe Theodor#Varianten oder Theobald#Varianten

## Namensträger

### A
- Theo Aaldering (1920–1979), deutscher Gewichtheber
- Theo Abazis (* 1967), griechischer Komponist
- Theo Adam (1926–2019), deutscher Opernsänger (Bassbariton) und -regisseur
- Theo Aeckerle (1892–1966), deutscher Maler der Moderne
- Theo Akkermann (1907–1982), deutscher Bildhauer
- Theo Albrecht (1922–2010), deutscher Unternehmer
- Theo Albrecht junior (* 1950), deutscher Unternehmer und Sohn des Aldi-Nord Gründers Theo Albrecht
- Theo Altenberg (* 1952), deutscher Fotograf, Filmemacher und Performer
- Theo Altmeyer (1931–2007), deutscher Opernsänger (Tenor) und Gesangspädagoge
- Theo Angelopoulos (1935–2012), griechischer Filmregisseur

### B
- Theo Balden (1904–1995), deutscher Bildhauer und Graphiker
- Theo Balle (1925–2015), deutscher Politiker (CDU), MdL
- Theo Ballmer (1902–1965), Schweizer Graphiker, Lithograf und Fotograf
- Theo Bamberg (1875–1963), niederländisch-US-amerikanischer Zauberkünstler
- Theo J. Bastiaens (* 1968), niederländischer Pädagoge und Hochschullehrer
- Theo Bechteler (1903–1993), deutscher Bildhauer und Kunstmaler
- Theo Becker (1927–2006), deutscher Önologe
- Theo Becker (1916–1991), deutscher Chirurg und Hochschullehrer
- Theo Benesch (1899–1954), deutscher Politiker (NSDAP), MdR
- Theo Berger (1941–2003), deutscher Gewaltverbrecher
- Theo Berkelmann (1894–1943), deutscher Politiker (NSDAP), MdR und SS-Obergruppenführer
- Theo Betz (1907–1996), deutscher Politiker (CSU), Oberbürgermeister der kreisfreien Stadt Neumarkt in der Oberpfalz
- Theo Bierkens (* 1955), niederländischer Kameramann
- Theo Bischoff (1926–1997), deutscher Agrarwissenschaftler, insbesondere der Verfahrenstechnik in der Tierproduktion
- Theo Bleckmann (* 1966), deutscher Jazzsänger
- Theo Bleser (1918–1974), deutscher Maler von Filmplakaten und Werbegrafiker
- Theo Blum (1883–1968), deutscher Landschaftsmaler und Radierer
- Theo Bodewig (* 1946), deutscher Rechtswissenschaftler
- Theo van den Boogaard (* 1948), niederländischer Comiczeichner
- Theo Bos (* 1983), niederländischer Radrennfahrer
- Theo Bos (1965–2013), niederländischer Fußballspieler und -trainer
- Theo Bosch (1929–2020), deutscher Ingenieur, Entwickler der elektronischen Weitenmessung in der Leichtathletik
- Theo Bot (1911–1984), niederländischer Politiker und Diplomat
- Theo van Boven (* 1934), niederländischer Jurist und emeritierter Professor des Völkerrechts an der Universität Maastricht
- Theo Brand (1925–2016), deutscher Komponist, Musikpädagoge und Organist
- Theo Brandmüller (1948–2012), deutscher Komponist und Organist
- Theo Braun (1922–2006), österreichischer Maler und Grafiker
- Theo Breidenbach (1928–2019), deutscher Werbefachmann
- Theo Breider (1903–1993), münsterländischer Schriftsteller
- Theo Breuer (* 1956), deutscher Schriftsteller und Herausgeber
- Theo Breuer (1909–1980), deutscher Fußballspieler
- Theo von Brockhusen (1882–1919), deutscher Maler
- Theo Bruce (1923–2002), australischer Weitspringer
- Theo Buchwald (1902–1960), peruanischer Dirigent
- Theo Buck (1930–2019), deutscher Germanist und Biograf
- Theo Bücker (* 1948), deutscher Fußballspieler und -trainer
- Theo Bungarten (* 1946), deutscher Germanist
- Theo Burauen (1906–1987), deutscher Politiker (SPD), MdL, Oberbürgermeister der Stadt Köln (1956–1973)
- Theo Burlage (1894–1971), deutscher Architekt

### C
- Theo Campanelli, italienischer Filmregisseur und Drehbuchautor
- Theo Carlen (1928–1984), deutscher Politiker (CDU)
- Theo Champion (1887–1952), deutscher Maler
- Theo Clausen (1911–1985), deutscher Basketballtrainer und -funktionär
- Theo Corbeanu (* 2002), kanadisch-rumänischer Fußballspieler
- Theo Coster (1929–2019), niederländischer Klassenkamerad Anne Franks, Spieleerfinder, Autor, Filmemacher
- Theo Croker (* 1985), US-amerikanischer Jazztrompeter und Sänger
- Theo Custers (* 1950), belgischer Fußballtorwart

### D
- Theo Devaney (* 1984), britischer Schauspieler
- Theo Diegelmann (* 1939), deutscher Fußballspieler
- Theo Diergaardt (1970–2020), namibischer Politiker
- Theo Dietzel (1926–2014), deutscher Maler
- Theo Dockx (* 1945), belgischer Radrennfahrer
- Theo van Doesburg (1883–1931), niederländischer Maler und Kunsttheoretiker
- Theo Doyer (1955–2010), niederländischer Hockeyspieler
- Theo van Duivenbode (* 1943), niederländischer Fußballspieler

### E
- Theo Eble (1899–1974), Schweizer Maler und Grafiker
- Theo Eckardt (1910–1977), deutscher Botaniker
- Theo Effenberger (1882–1968), deutscher Architekt und Hochschullehrer
- Theo Eggert (1905–1959), deutscher Ingenieur und Fußballfunktionär
- Theo Eggink (1901–1965), deutscher Holzbildhauer und Scherenschnittkünstler
- Theo Elm (* 1944), deutscher Germanist und Hochschullehrer
- Theo Eltink (* 1981), niederländischer Radrennfahrer
- Theo Ennisch (1905–1989), deutscher Schauspieler bei Bühne und Fernsehen
- Theo Eppig (1905–1964), deutscher Notar und Mitglied des Bayerischen Senats
- Theo Erhardt (* 1940), deutscher Fußballspieler
- Theo Eshetu (* 1958), britischer Dokumentarfilmer, Video- und Installationskünstler

### F
- Theo Farrell (* 1967), britischer Militärhistoriker und Politikwissenschaftler
- Theo Fehn (1910–1984), deutscher Pfarrer der Evangelischen Landeskirche der Pfalz sowie Glockenexperte und -sachverständiger
- Theo Fettin (1919–1989), deutscher SED-Funktionär, FDJ-Funktionär und Journalist
- Theo Fischer (1926–2023), deutscher Komponist
- Theo Fischer (* 1937), Schweizer Politiker (SVP)
- Theo Fischer (1930–2024), Schweizer Politiker (CVP)
- Theo Fitzau (1923–1982), deutscher Automobilrennfahrer
- Theo Forsett, US-amerikanischer Schauspieler
- Theo Francken (* 1978), belgischer Politiker der Nieuw-Vlaamse Alliantie (N-VA)
- Theo Frankenstein (* 1906), deutscher Radsportler
- Theo Frenkel (1871–1956), niederländischer Filmregisseur, Schauspieler und Drehbuchautor der Stummfilmzeit
- Theo Frey (1908–1997), Schweizer Fotograf
- Theo Fürst (1932–2011), deutscher Komponist und Chorleiter

### G
- Theo Gallehr (1929–2001), deutscher Hörspielautor, Filmemacher, Journalist, bildender Künstler und Hochschullehrer für Bildende Kunst
- Theo Gantner (1931–2021), Schweizer Volkskundler
- Theo Gaudig (1904–2003), deutscher Arbeiterfotograf, Kommunist und ehemaliger Buchenwaldhäftling
- Theo Geisel (* 1948), deutscher Physiker
- Theo Geißler (* 1947), deutscher Verleger, Moderator, Herausgeber
- Theo Gerardy (1908–1986), deutscher Geodät und Papierhistoriker
- Theo Gerber (1928–1997), Schweizer Maler, Lithograf, Bildhauer und Autor
- Theo Gießelmann (1925–1991), deutscher Verwaltungsjurist und Kommunalpolitiker
- Theo Gille (1918–2011), deutscher Heimatforscher
- Theo Girshausen (1950–2006), deutscher Theaterwissenschaftler
- Theo Glinz (1890–1962), Schweizer Maler
- Theo van Gogh (1957–2004), niederländischer Filmregisseur, Publizist und Satiriker
- Theo van Gogh (1857–1891), niederländischer Kunsthändler und Bruder des Malers Vincent van Gogh
- Theo Goldschmidt (1883–1965), deutscher Chemiker und Unternehmer
- Theo Gorges, deutscher Fußballspieler
- Theo Götz (1930–2008), deutscher Lehrer, Politiker (CDU) und Mitglied des Landtags von Baden-Württemberg
- Theo Ignaz Graffé (1930–1996), deutscher Bildhauer, Steinmetz, Restaurator und Lehrer
- Theo Grandy (1919–1987), deutscher Journalist
- Theo Green, US-amerikanischer Filmkomponist und Tontechniker
- Theo Gregori (* 1929), deutscher Generalleutnant der NVA in der DDR
- Theo Gries (* 1961), deutscher Fußballspieler
- Theo Grumbach (1924–2000), deutscher Maler und Zeichner
- Theo Grüner (1976–2010), österreichischer Fußballspieler
- Theo Gundermann (1904–1974), deutscher Kommunalpolitiker (SPD/SED)
- Theo-Ben Gurirab (1938–2018), namibischer Premierminister
- Theo Gutberlet (1913–1994), deutscher Unternehmer

### H
- Theo Hahn (1928–2016), deutscher Mineraloge und Kristallograph
- Theo Hanrath (1853–1883), niederländischer Maler
- Theo Härder (* 1945), deutscher Informatiker
- Theo Harisch (1920–2010), österreichischer Szenenbildner und Maler bei Film und Fernsehen
- Theo Hartogh (* 1957), deutscher Musikpädagoge und Musikwissenschaftler
- Theo Harych (1903–1958), deutscher Schriftsteller
- Theo Heemskerk (1852–1932), niederländischer Staatsmann
- Theo Heiermann (1925–1996), deutscher Bildhauer und Maler
- Theo Heimann (1911–1979), Schweizer Radrennfahrer
- Theo Heimes (1923–2008), deutscher Politiker (SPD), MdL
- Theo Helfrich (1913–1978), deutscher Formel-1-Fahrer
- Theo van Hengel (1875–1939), niederländischer Marineoffizier und Erfinder
- Theo Hernández (* 1997), französischer Fußballspieler
- Theo Herrlein (* 1939), deutscher Journalist und Schriftsteller
- Theo Herrmann (1929–2013), deutscher Psychologe
- Theo Herrmann (1907–1989), deutscher Opernsänger und Tenor
- Theo Herzog (1905–1980), deutscher Archivar und Lokalhistoriker
- Theo Hespers (1903–1943), deutscher Widerstandskämpfer in der Zeit des Nationalsozialismus
- Theo Hill, US-amerikanischer Jazzmusiker
- Theo Hinrichs (1862–1944), deutscher Fabrikbesitzer und Politiker
- Theo Hinz (1931–2018), deutscher Filmproduzent und -verleiher
- Theo Hirsbrunner (1931–2010), Schweizer Musikwissenschaftler und Violinist
- Theo Hoer (* 1941), deutscher Kommunalpolitiker (CDU), Bürgermeister der Stadt Grevenbroich (1999–2004)
- Theo Hogervorst (* 1956), niederländischer Radrennfahrer
- Theo Hölscher (1895–1966), deutscher Maler
- Theo von Hörmann (1914–1994), österreichischer Filmproduzent und Kameramann
- Theo van der Horst (1921–2003), niederländischer Maler, Bildhauer, Grafiker und Glaser
- Theo Hotz (1928–2018), Schweizer Architekt
- Theo van Hoytema (1863–1917), niederländischer Maler, Lithograph und Illustrator
- Theo Huefnagels (1897–1983), deutscher Politiker (CDU), MdL
- Theo Hues (* 1954), deutscher Künstler und Pädagoge
- Theo Hums (1909–1950), deutscher Kommunalpolitiker (NSDAP)
- Theo Hupfauer (1906–1993), letzter Reichsarbeitsminister der NS-Zeit

### I
- Theo Ikummaq (* 1955), Inuit und Naturschutzbeauftragter
- Theo Immisch (1925–2004), deutscher Grafiker und Karikaturist
- Theo Intra (1930–1981), deutscher Bahnradsportler
- Theo Irrgang (1939–2023), deutscher römisch-katholischer Priester

### J
- Theo Jackson (* 1986), britischer Jazzsänger, Komponist und Pianist
- Theo James (* 1984), britischer Schauspieler und Model
- Theo Jansen (* 1948), niederländischer Künstler
- Theo Janssen (* 1981), niederländischer Fußballspieler
- Theo Jones, Visual Effects Supervisor
- Theo de Jong (* 1957), niederländischer Fusion- und Jazzmusiker
- Theo de Jong (* 1947), niederländischer Fußballspieler und -trainer
- Theo de Jong (* 1962), niederländischer Mathematiker
- Theo Jörgensmann (* 1948), deutscher Jazz-Musiker
- Theo Jülich (1956–2018), deutscher Kunsthistoriker
- Theo Jung (1892–1986), deutscher Gründer einer Esperanto-Zeitschrift
- Theo Jung (* 1981), niederländischer Historiker
- Theo Jørgensen (* 1972), dänischer Pokerspieler

### K
- Theo Kapilidis (* 1960), griechischer Jazzmusiker
- Theo Kars (1940–2015), niederländischer Schriftsteller
- Theo Kautzmann (* 1948), deutscher Politiker (CDU)
- Theo Keating (* 1971), britischer Musiker, DJ und Produzent
- Theo Keller (1901–1980), Schweizer Ökonom und Hochschulrektor
- Theo Kellner (1899–1969), deutscher Architekt und Maler
- Theo Kelly (1896–1964), englischer Fußballtrainer
- Théo Kerg (1909–1993), luxemburgischer Maler, Grafiker und Bildhauer
- Theo Kief (1922–2020), deutscher Architekt und Baudirektor von Nürnberg
- Theo Kirchberg (1920–2014), deutscher Fußballspieler
- Theo Klauß (* 1949), deutscher Hochschullehrer für Pädagogik
- Theo Kleine (1924–2014), deutscher Kanute
- Theo Klöckner (* 1934), deutscher Fußballspieler
- Theo Knorr (1923–2012), deutscher Politiker (SPD), Oberbürgermeister der Stadt Bottrop
- Theo Kobusch (* 1948), deutscher Philosoph, Ordinarius für Philosophie an der Universität Bonn
- Theo Koenen (1890–1964), deutscher Fußballspieler
- Theo Koening (1926–2010), deutscher Ordensbruder und Missionar
- Theo Kolkenbrock (1932–2022), deutscher Fußballspieler
- Theo Koll (* 1958), deutscher Journalist und Fernsehmoderator
- Theo Kölzer (* 1949), deutscher Historiker
- Theo Koomen (1929–1984), niederländischer Rundfunkberichterstatter
- Theo Köppen (* 1953), deutscher Schriftsteller und Maler
- Theo Koritzinsky (* 1941), norwegischer Politiker, Mitglied des Storting
- Theo Kreutzkamp (* 1941), deutscher Mathematiker und Hochschullehrer

### L
- Theo M. Landmann (1903–1978), deutscher Glasmaler
- Theo Lange, deutscher Fernsehjournalist und -produzent
- Theo Langheid (* 1952), deutscher Jurist mit dem Schwerpunkt Versicherungsrecht
- Theo Lauber (1914–1999), deutscher Kommunalpolitiker (Freie Wähler)
- Theo Lauritzen (1911–1978), Schweizer Plastiker und Zeichner
- Theo Lechner (1883–1975), deutscher Architekt
- Theo Lehmann (* 1934), deutscher Pfarrer, Evangelist und Buchautor
- Theo Lieven (* 1952), deutscher Unternehmer
- Theo Ligthart (* 1965), niederländischer Künstler, Regisseur, Publizist und Unternehmer
- Theo Lingen (1903–1978), deutsch-österreichischer Schauspieler, Regisseur und Buchautor
- Theo van Lint (* 1957), niederländischer Armenologe
- Theo Linz (1928–2009), österreichischer Maler, Zeichner, Kulturjournalist, Regisseur
- Theo Löbsack (1923–2001), deutscher Schriftsteller, Publizist, Journalist
- Theo M. Loch (1921–1987), deutscher Journalist
- Theo Locher (1921–2010), Schweizer Parapsychologe
- Theo Loevendie (* 1930), niederländischer Komponist und Lehrer
- Theo Lucas (1890 – n. 1941), Schlagersänger
- Theo Lucius (* 1976), niederländischer Fußballspieler
- Theo Lück (1921–2012), deutscher Politiker (SPD), MdL
- Theo Lutz (1932–2010), deutscher Informatiker

### M
- Theo Maas (* 1957), deutscher Manager und Vorstandsvorsitzender
- Theo Maassen (* 1966), niederländischer Kabarettist und Schauspieler
- Theo Mack (1904–1980), deutscher Schauspieler
- Theo Mackeben (1897–1953), deutscher Pianist, Dirigent und Komponist
- Theo Magin (1932–2025), deutscher Politiker (CDU), MdL, MdB
- Theo Maissen (* 1944), Schweizer Politiker (CVP)
- Theo Malade (1869–1944), deutscher Arzt und Schriftsteller
- Theo Markelis (* 1992), australischer Fußballspieler
- Theo Martens (* 2003), deutscher Fußballspieler
- Theo Uden Masman (1901–1965), niederländischer Jazz-Pianist und Bandleader
- Theo Matejko (1893–1946), österreichischer Illustrator
- Theo Mayer-Kuckuk (1927–2014), deutscher Atom- und Kernphysiker
- Theo Mayer-Maly (1931–2007), österreichischer Jurist, Romanist, Zivilrechtler
- Theo Mechtenberg (* 1928), deutscher katholischer Theologe, Dozent, Publizist, Germanist, Übersetzer
- Theo Meding (1931–1971), deutscher Eisschnellläufer
- Theo de Meester (1851–1919), niederländischer Politiker
- Theo Meier (1919–2010), Schweizer Politiker (FDP)
- Theo Meijer (* 1965), niederländischer Judoka
- Theo Melcher (* 1960), deutscher Kommunalpolitiker (CDU), Landrat des Kreises Olpe
- Theo Memmel (1891–1973), Oberbürgermeister von Würzburg während der Zeit des Nationalsozialismus (1933–1945)
- Theo Merkel (1934–2002), deutscher Skilangläufer, Kombinierer, Sportschütze, Biathlet, Trainer und Funktionär
- Theo Mettenborg (* 1971), deutscher Kommunalpolitiker (CDU) und Bürgermeister von Rheda-Wiedenbrück
- Theo Meuwissen (* 1963), niederländischer Agrarwissenschaftler und Hochschullehrer für Bioinformatik in Norwegen
- Theo Meyer (1932–2007), deutscher Schriftsteller
- Theo Mezger (1923–2023), deutscher Drehbuchautor und Regisseur
- Theo Michaely (1928–2012), deutscher Politiker (CDU), MdL
- Theo Mohwinkel (* 2002), deutscher Volleyballspieler
- Theo Molkenboer (1871–1920), niederländischer Porträtmaler, Lithograf und Radierer
- Theo Mönch-Tegeder (1953–2018), deutscher Journalist, Verleger und Medienmanager
- Theo Montoya (* 1992), kolumbianischer Filmregisseur
- Theo Morell (1886–1948), deutscher NS-Arzt
- Theo Müller (* 1940), deutscher Unternehmer
- Theo Müller (1955–2020), deutscher Kameramann
- Theo Müller (1930–2023), deutscher Botaniker, Pflanzensoziologe und Hochschulprofessor

### N
- Theo Nabicht (* 1963), deutscher Holzbläser (Sopran-, Alt-, Tenorsaxophon, Bassklarinette, Kontrabassklarinette) und Komponist
- Theo Naumann (1962–2012), deutscher Regisseur und Redakteur
- Theo Nestler (1868–1932), deutscher Komponist und Chorleiter
- Theo Nikkessen (* 1941), niederländischer Radrennfahrer
- Theo Nischwitz (1913–1994), deutscher Spezialeffektkünstler, Kameramann und Pyrotechniker

### O
- Theo Ogbidi (* 2001), deutscher Fußballspieler
- Theo Öhlinger (1939–2023), österreichischer Verfassungsjurist und Hochschullehrer
- Theo Olof (1924–2012), niederländischer Violinist
- Theo Oppermann (1893–1974), deutscher Unternehmer, Buchdrucker, Zeitungsverleger, Herausgeber und Chefredakteur

### P
- Theo Pabst (1905–1979), deutscher Architekt, Baubeamter und Hochschullehrer
- Theo Pagel (* 1961), deutscher Biologe und Zoodirektor
- Theo Pahlplatz (1947–2023), niederländischer Fußballspieler
- Theo Parrish (* 1972), US-amerikanischer House-Produzent und DJ
- Theo Paul (* 1953), deutscher Geistlicher, langjähriger Generalvikar des Bistums Osnabrück
- Theo R. Payk (* 1938), deutscher Psychiater
- Theo Peckham (* 1987), kanadischer Eishockeyspieler
- Theo Peer (1930–2023), österreichischer Pianist, ORF-Redakteur und Kabarettist
- Theo Persson (1921–1992), deutscher Fußballspieler
- Theo Peters (1902–1942), deutscher Verwaltungsjurist, Kreisdirektor in Hessen, Regierungsvizepräsident in Marienwerder
- Theo Pfeifer (* 1953), deutscher Schauspieler
- Theo Pfeil (1903–1973), deutscher Maler
- Theo Pfeuffer (1909–1987), deutscher Landwirt, Bürgermeister und Senator (Bayern)
- Theo Pinkus (1909–1991), Schweizer Publizist und Buchhändler
- Theo Pirker (1922–1995), deutscher Sozialwissenschaftler
- Theo Plath (* 1994), deutscher Fagottist
- Theo Plaul (1928–2017), deutscher Ingenieur
- Theo Poel (* 1951), belgischer Fußballspieler
- Theo Pointner (* 1964), deutscher Kriminalromanautor
- Theo Polhaupessy (* 1933), indonesischer Radrennfahrer
- Theo Pracher (1926–1993), deutscher Operettenbuffo, Schauspieler und Theater-Regisseur
- Theo Prokop (1892–1972), österreichischer Sänger, Bühnen- und Filmschauspieler
- Theo Prosel (1889–1955), österreichisch-deutscher Kabarettist und Lyriker
- Theo Püll (1936–2023), deutscher Leichtathlet

### R
- Theo de Raadt (* 1968), kanadischer Gründer des OpenBSD-Projektes
- Theo Rasehorn (1918–2016), deutscher Richter, Rechtssoziologe und Schriftsteller
- Theo Rasing (* 1953), niederländischer Physiker
- Theo Ratliff (* 1973), US-amerikanischer Basketballspieler
- Theo Rauch (* 1945), Diplom-Volkswirt, Wirtschafts- und Sozialgeograph
- Theo Rehm (1896–1970), deutscher evangelischer Theologe, Zahnarzt und Politiker (NSDAP), MdR
- Theo Reichelt (* 1931), deutscher Fußballspieler
- Theo Reinhardt (* 1990), deutscher Radrennfahrer
- Theo Reubel-Ciani (1921–2005), deutscher Redakteur und Autor
- Theo Reuter, deutscher Bandleader, Komponist und Arrangeur
- Theo Riddick (* 1991), US-amerikanischer American-Football-Spieler
- Theo Robinson (* 1989), englischer Fußballspieler
- Theo Röhrig (* 1936), deutscher Politiker (SPD), MdL
- Theo Rohrssen (1899–1996), deutscher Maler, Grafiker und Autor
- Theo de Rooij (* 1957), niederländischer Radrennfahrer und Radsportfunktionär
- Theo Roos (* 1953), deutscher Filmemacher, Musiker und Philosoph
- Theo Rörig (1940–2022), deutscher Bildhauer
- Theo Rossi (* 1975), US-amerikanischer Schauspieler
- Theo Rous (* 1934), deutscher Sportfunktionär
- Theo Rupprecht (1873–1934), deutscher Komponist, Violoncellist und Hochschullehrer
- Theo Rutten (1899–1980), niederländischer Psychologe, Hochschullehrer und Politiker (KVP)

### S
- Theo Saevecke (1911–2000), deutscher SS-Hauptsturmführer und Kriegsverbrecher
- Theo Salzman (1907–1982), US-amerikanischer Cellist
- Theo van de Sande (* 1947), niederländischer Kameramann
- Theo Sander (* 2005), dänisch-französischer Fußballtorhüter
- Theo van Scheltinga (1914–1994), niederländischer Schachspieler
- Theo Schiller (* 1942), deutscher Politiker (FDP, LD) und Politikwissenschaftler
- Theo Schmid (1901–1979), Schweizer Architekt
- Theo Schmidhauser (* 1959), Schweizer Sportkegler
- Theo Schmidkonz (1926–2018), deutscher römisch-katholischer Theologe, Priester, Jesuit und Autor
- Theo Michael Schmitt (* 1949), deutscher Biologe
- Theo Schmuz-Baudiß (1859–1942), deutscher Maler, Keramiker und Porzellan-Modelleur
- Theo Schneider (* 1960), deutscher Fußballspieler und -trainer
- Theo Schoenaker (1932–2021), niederländischer Logopäde und Individualpsychologe
- Theo Schöller (1917–2004), deutscher Unternehmer
- Theo Scholten († 1981), deutscher Architekt
- Theo Schönhöft (1932–1976), deutscher Fußballspieler
- Theo Schumann (1928–1990), deutscher Jazz-Musiker und Bandleader in der DDR
- Theo Schuster (1911–1998), deutscher Schachmeister und Schachjournalist
- Theo Schuster (1931–2016), norddeutscher Verleger und Buchhändler
- Theo Schwarzmüller (* 1961), deutscher Historiker und Autor
- Theo Schwedler (* 1922), deutscher Handballspieler
- Theo Schwonzen (1920–2014), deutscher Mediziner
- Theo Seifer (1883–1946), deutscher Erdöl- und Erdgas-Geologe
- Theo Seiler (* 1949), deutscher Ophthalmologe und Physiker
- Theo Senoner (* 1977), italienischer Biathlet
- Theo Shall (1894–1955), deutscher Schauspieler
- Theo Siegert (* 1947), deutscher Betriebswirt, Manager und Familienunternehmer
- Theo Siegle (1902–1973), deutscher Bildhauer
- Theo Sillon (* 1998), französischer Telemarker
- Theo Simon (1947–2025), deutscher Geologe
- Theo Smeets (* 1964), niederländischer Schmuckgestalter
- Theo Smit Sibinga (1899–1958), niederländischer Komponist, Cellist und Dirigent
- Theo Smit (1951–2023), niederländischer Radrennfahrer
- Theo Snelders (* 1963), niederländischer Fußballtorhüter
- Theo Solnik (* 1981), brasilianischer Filmregisseur, Kameramann, Filmeditor, Fotograf, Schauspieler, Pianist und Komponist
- Theo Sommer (1930–2022), deutscher Historiker und Publizist
- Theo Erich Sönnichsen, deutscher Kapitän und Schriftsteller
- Theo Sorg (1929–2017), deutscher evangelischer Theologe, Pfarrer und Landesbischof
- Theo Spreter von Kreudenstein (1908–1992), deutscher Kieferchirurg und Hochschullehrer
- Theo Albert Stadler (1910–1984), deutscher Politiker (NSDAP), MdR
- Theo Stammen (1933–2018), deutscher Politikwissenschaftler und Hochschullehrer
- Theo Steegmann (1955–2023), deutscher Stahlwerker, Gewerkschafter und Geschäftsführer
- Theo Steimen (1895–1951), Schweizer Autor und Holzhändler
- Theo Steinhauser (1922–2014), deutscher Architekt
- Theo Stich (* 1960), Schweizer Historiker und Dokumentarfilmer
- Theo Stockman (* 1984), US-amerikanischer Schauspieler, Sänger und DJ
- Theo Sundermeier (* 1935), deutscher evangelischer Theologe

### T
- Theo Tarver (* 1984), US-amerikanischer Basketballspieler
- Theo der Pfeifenraucher, fiktiver Name eines Mannes, dessen Skelett 1984 in einem ehemaligen Armenfriedhof gefunden wurde
- Theo Junior (* 2003), deutscher Sänger
- Theo Thiemeyer (1929–1991), deutscher Ökonom
- Theo Thole (1950–1996), niederländischer Chemiker (Physikalische Chemie)
- Theo Timmermann (* 1996), deutscher Volleyball- und Beachvolleyballspieler
- Theo Timmermans (1926–1995), niederländischer Fußballspieler
- Theo Travis (* 1964), britischer Saxophonist (Jazz, Progressive Rock)
- Theo Trebs (* 1994), deutscher Schauspieler
- Theo Tupetz (1923–1980), deutscher Studentenfunktionär und Sozialpolitiker

### U
- Theo Uppenkamp (1923–2002), deutscher Fußballspieler

### V
- Theo Vennemann (* 1937), deutscher Sprachwissenschaftler
- Theo Verschueren (* 1943), belgischer Radrennfahrer
- Theo Vogelsang (* 1990), deutscher Fußballspieler
- Theo Vondano (1926–1993), deutscher Politiker (CDU), MdL
- Theo Vonk (* 1947), niederländischer Fußballspieler und -trainer

### W
- Theo Waigel (* 1939), deutscher Politiker (CSU), MdB, Bundesminister der Finanzen
- Theo Walcott (* 1989), englischer Fußballspieler
- Theo Wallimann (* 1946), Schweizer Biologe
- Theo N. Waubke (1928–2005), deutscher Augenarzt
- Theo Weeks (* 1990), liberianischer Fußballspieler
- Theo Wegmann (* 1951), Schweizer Komponist, Pianist, Organist und Musikpädagoge
- Theo Maria Werner (1925–1989), deutscher Filmproduzent
- Theo West (* 1968), deutscher Entertainer und Reporter
- Theo Westerhout (1922–1987), niederländischer Politiker (PvdA)
- Theo Wharton (* 1994), Fußballspieler von St. Kitts und Nevis
- Theo Wied (1923–1995), deutscher Turner
- Theo Wieder (* 1955), deutscher Politiker (CDU)
- Theo Willems (1891–1960), niederländischer Bogenschütze
- Theo Windges (1943–2022), deutscher Grafiker und Fotokünstler
- Theo Wirth (* 1941), Schweizer Altphilologe
- Theo Wittenbrink (1920–1986), deutscher Boxfunktionär und -veranstalter
- Theo Witvliet (* 1939), niederländischer Theologe, Journalist und Autor
- Theo Wolvecamp (1925–1992), niederländischer Maler
- Theo Wormland (1907–1983), deutscher Textilkaufmann, Kunstsammler und Mäzen

### Z
- Theo Zasche (1862–1922), österreichischer Maler und Karikaturist
- Theo Zehnter (1929–2017), deutscher Landwirt und Politiker (CSU)
- Theo Zellner (* 1949), deutscher Politiker (CSU), Landrat des Landkreises Cham
- Theo Zingg (1925–1993), Schweizer Zeitungsverleger und Verlagsmanager
- Theo Zwanziger (* 1945), deutscher Jurist, Politiker (CDU), MdL, Sportfunktionär und Präsident des Deutschen Fußball-Bundes
- Theo Zwierski (1911–1989), deutscher Filmarchitekt und Szenenbildner beim Fernsehen